# Usnisa

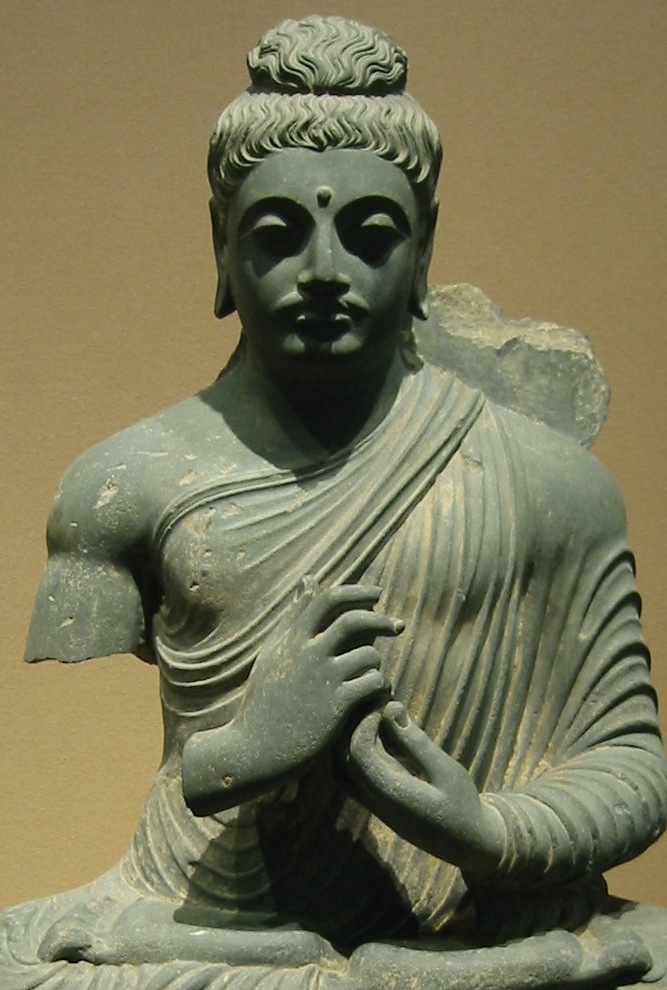
Buda retratado na arte do Gandara com a uṣṇīṣa semicircular colocada em cima da testa

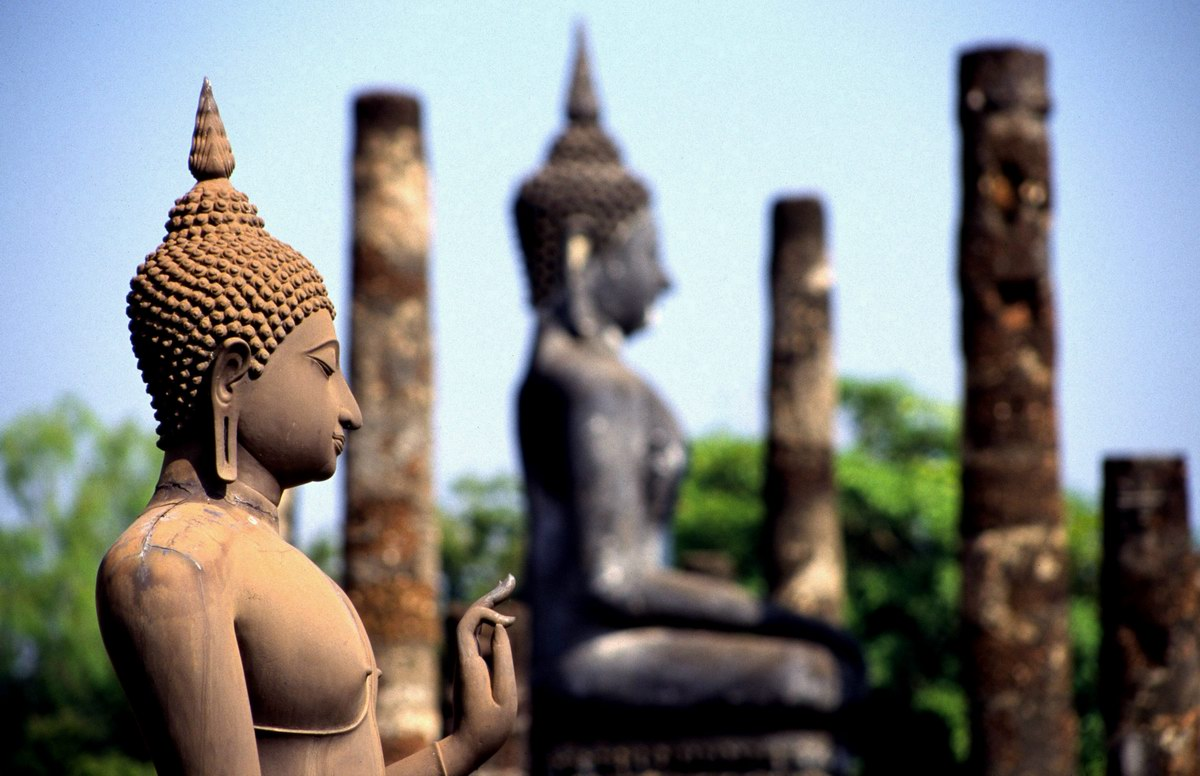
Buda tailandês com a caraterística Uṣṇīṣa em ponta

O Usnisa (marata: उष्णीष, protuberância cranial, chinês: 顶相 pinyin: dǐngxiàng, japonês: Choso, tibetano: gtsug-gtor) é uma das trinta e duas importantes características físicas do Buda (Dvātrimāśadvaralakṣaṇa) e corresponde a uma protuberância no topo na cabeça. De acordo com Hans Wolfgang Schumann o sinal é um legado primeiro século da Arte Greco-Budista do Reino de Gandara (localizado entre o atual vale de Peshawar no Paquistão, o planalto de Pothohar e o vale do Rio Cabul). 
Escultores helenísticos foram os primeiros a retratar o Buda em forma humana, ele nunca tinha sido retratado e sua "presença" limitou-se a pegadas artísticas ou um trono vazio. Os escultores de Gandara retrataram-no na maneira grega, com um nó de cabelo na cabeça. 
Artistas indianos, e os de outros países budistas, imitaram esse costume, no entanto, apenas relacionando-o com o Buda. Mas sendo este um monaco o nó dos cabelos se transformou em uma protuberância craniana. Na arte de Gandara e na China o usnisa é semicircular na Tailândia é pontiagudo ou em forma de chama, enquanto no Camboja é em forma de cone.